# Stea multiplă

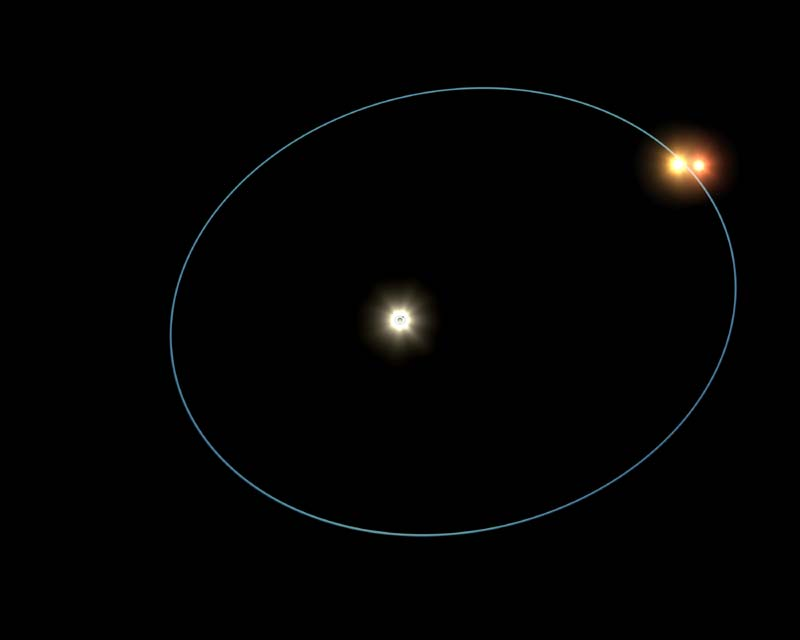
Vedere artistică a HD 188753, un sistem cu trei stele

O stea multiplă este un sistem stelar compus din trei sau mai multe stele. Nici stelele duble (două stele) nici roiurile de stele (mai multe zeci de stele) nu sunt considerate  ca fiind stele multiple. Există stele ternare (sau triple), adică cu trei stele, ca Alpha Centauri sau Acrux sau alte sisteme încă mai complexe, formate din patru, cinci, șase stele.
Cea mai mare parte a stelelor multiple sunt organizate într-un mod ierarhic, cu mici orbite imbricate în orbitele mari. În aceste sisteme, există puține interacțiuni între orbite și, ca și în stelele binare, orbitele sunt stabile.

## Clasificare

### Sistem stelar binar
- Sirius - stea tip A și pitică albă
- Procyon
- Mira sau Omicron Ceti

### Sistem stelar triplu
- Alpha Centauri
- Polaris
- Gliese 667
- HD 188753
- Fomalhaut
- HD 181068

### Sistem stelar cvadruplu
- Capella
- 4 Centauri
- Mizar
- HD 98800
- Kepler-64
- KOI-2626
- Xi Tauri

### Sistem stelar cu mai multe stele
5 stele
- Delta Orionis
- HD 155448[2]
- KIC 4150611[3]
- 1SWASP J093010.78+533859.5[4]

6 stele
- Beta Tucanae [5]
- Castor[6]
- HD 139691[7]
- If Alcor is considered part of the Mizar system, the system can be considered a sextuple.

7 stele
- Nu Scorpii[8]
- AR Cassiopeiae